# 贝特维莱尔 (下莱茵省)
贝特维莱尔（法語：Bettwiller，法語發音：[bɛtvilɛʁ] ⓘ；莱茵法兰克语：Bättwiller）是法国下莱茵省的一个市镇，属于萨韦尔讷区。

## 地理
贝特维莱尔（48°53'11"N, 7°10'45"E）面积4.06 平方千米，位于法国大東部大區下莱茵省，该省份为法国大陆部分最东部的省份，是阿尔萨斯的一部分，今与上莱茵省组成了阿尔萨斯欧洲集体，其南至上莱茵省，西南接孚日省和默尔特-摩泽尔省，西接摩泽尔省，北与德国接壤。
与贝特维莱尔接壤的市镇（或旧市镇、城区）包括：贝格、德吕林根、迪尔斯泰勒、甘格维莱、雷克辛根、韦埃。
贝特维莱尔的时区为UTC+01:00、UTC+02:00（夏令时）。

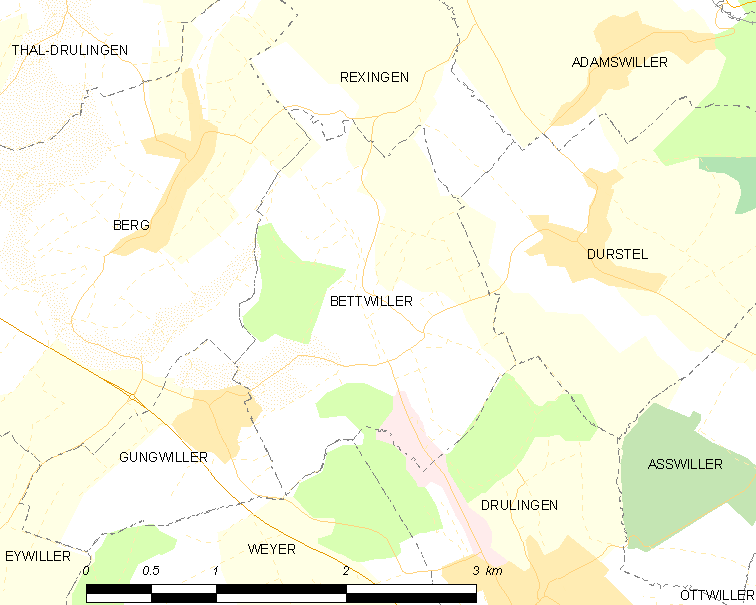
贝特维莱尔的OSM定位图

## 行政
贝特维莱尔的邮政编码为67320，INSEE市镇编码为67036。

## 政治
贝特维莱尔所属的省级选区为英维莱尔县。

## 人口

1962-2008年间贝特维莱尔人口变化图示

贝特维莱尔于2022年1月1日时的人口数量为302人。